# مطثية بولتية
مطثية بولتية (الاسم العلمي: Clostridium bolteae) هي نوع من البكتيريا يتبع جنس المطثية من الفصيلة المطثاوية.